# Радимно
Ради́мно (пол. Radymno) — місто в південно-східній Польщі, на річці Сян. Належить до Ярославського повіту Підкарпатського воєводства.

## Історія

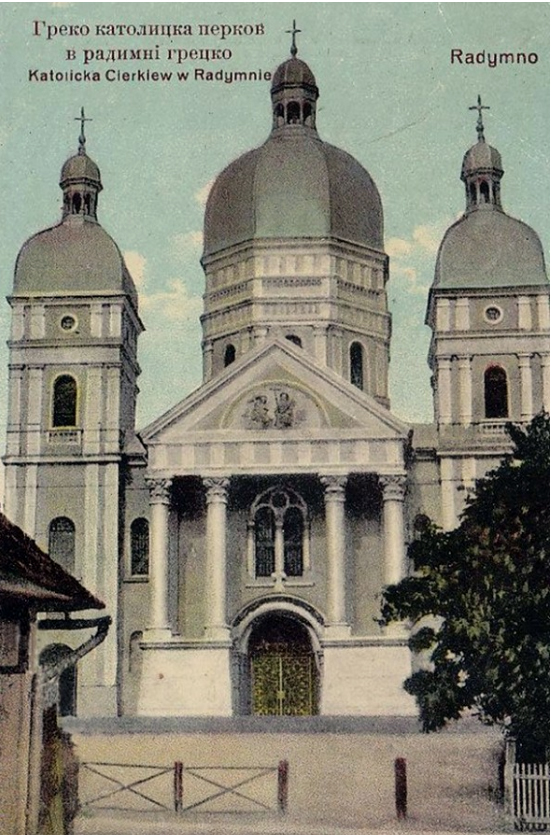
Церква Успіння Богородиці (зруйнована у 1961 р.)

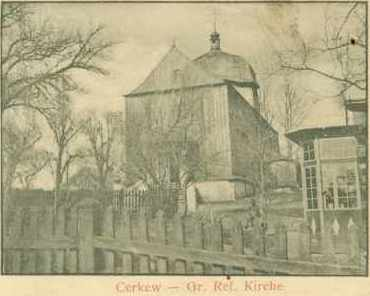
Стара дерев'яна церква (1806—1905)

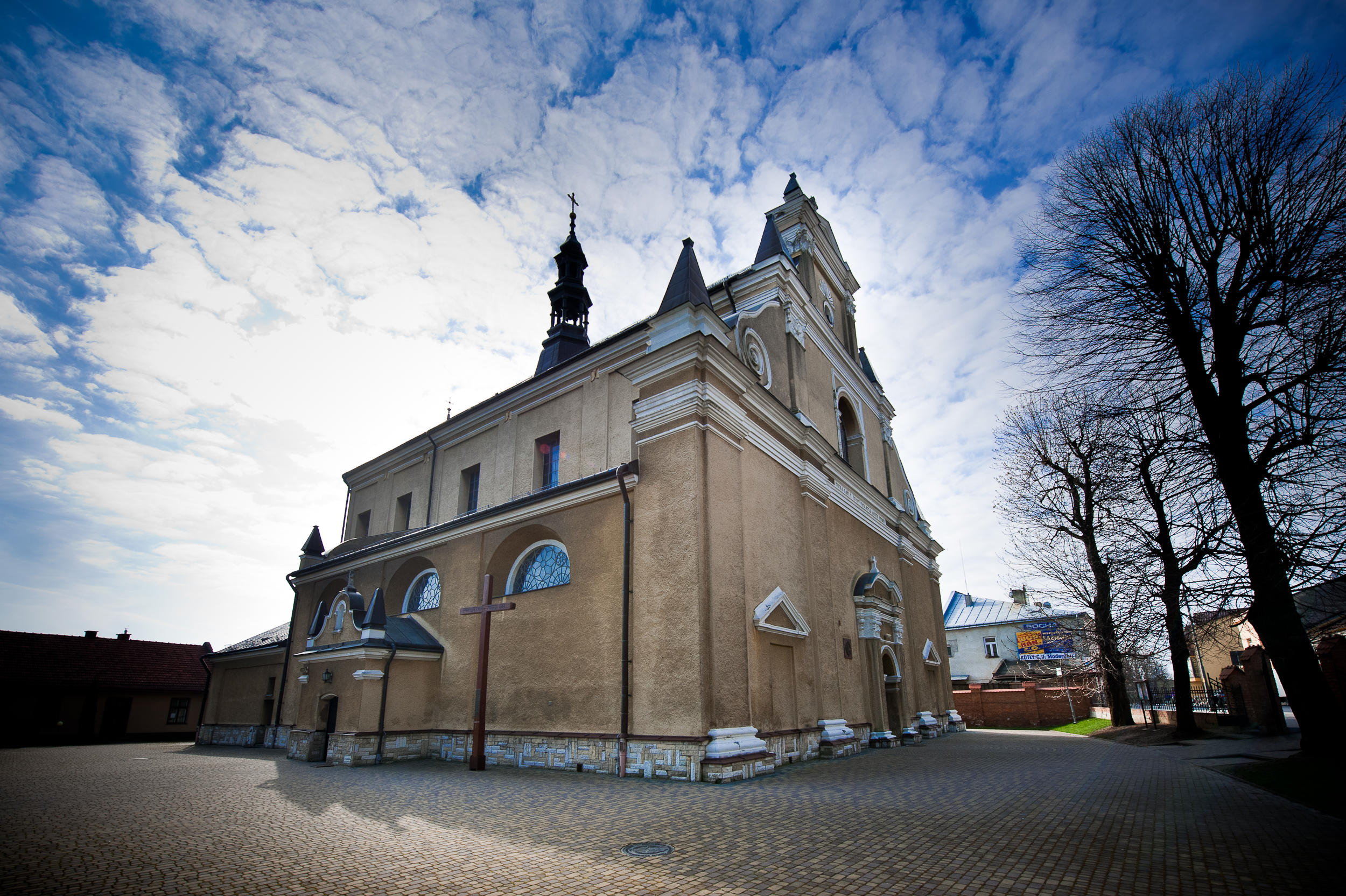
Костел святого Лаврентія, Радимно

1366 року король Польщі Казімєж ІІІ надав привілей шляхтичу Бернарду з Шинвальду. 1498 року було пограбоване загонами молдовського господаря Штефана ІІІ.
1733 року російськими мародерами під час безкоролів'я в Речі Посполитій було сплюндровано в Радимно двір-резиденцію біскупа Александера Антонія Фредро — його улюблене місце перебування, місце зустрічей тодішньої духовної та світської еліти.
Від 1860 року у місті діє залізнична станція Радимно.
1 квітня 1930 р. територія містечка Радимно Ярославського повіту Львівського воєводства розширена за рахунок північної частини території села Сколошів з межею по залізничній колії.
27 березня 1934 р. Радимно отримало статус міста.
До 1947 р. на українсько-польському етнічному прикордонні (1931 р. — 2 000 мешканців, у тому ч. 500 українців).
На 1 січня 1939-го в місті з 4150 жителів було 750 українців, 150 польськомовних українців, 2000 поляків і 1250 євреїв.
Під час Другої світової війни в місті діяла делегатура Українського допомогового комітету.
16 серпня 1945 року Москва підписала й опублікувала офіційно договір з Польщею про встановлення лінії Керзона українсько-польським кордоном. Українці не могли протистояти антиукраїнському терору після Другої світової війни. Частину добровільно-примусово виселили в СРСР (625 осіб — 180 родин). Решта українців попала в 1947 році під етнічну чистку під час проведення Операції «Вісла» і була депортована на понімецькі землі у західній та північній частині польської держави, що до 1945 належали Німеччині.
Тепер — місто Ярославського повіту Підкарпатського воєводства Польщі.

## Пам'ятки
- Церква Успіння Пречистої Діви Марії (Успіння Пресвятої Богородиці), УГКЦ — знищена 1961 року владою Польської Народної Республіки.[9]
- Костел святого Лаврентія; разом з костелами святого Мартина (Семенівка), Святої Трійці (Устя-Зелене) і Небовзяття Пресвятої Діви Марії (Рудки) належить до групи тринавних базилік, які характеризують, зокрема, скромні лінійні архітектонічні поділи[10].

## Демографія
Демографічна структура станом на 31 березня 2011 року:
|          | Загалом | Допрацездатний вік | Працездатний вік | Постпрацездатний вік |
| -------- | ------- | ------------------ | ---------------- | -------------------- |
| Чоловіки | 2693    | 549                | 1921             | 223                  |
| Жінки    | 2821    | 515                | 1810             | 496                  |
| Разом    | 5514    | 1064               | 3731             | 719                  |

## Відомі люди

### Народилися
- один із засновників УВО, крайовий провідник ОУН Головінський Юліан,
- українська оперна співачка Теофілія Братківська.

### Пов'язані з містом
- Гуґо Коллонтай — польський освітній діяч, заарештований московитами у місті під час виїзду на еміграцію

### Померли
- Александер Антоній Фредро — Перемиський, Холмський єпископ РКЦ.